# Grand Prix Hassan II 2023
Grand Prix Hassan II 2023 là một giải quần vợt chuyên nghiệp thi đấu trên mặt sân đất nện ở Marrakesh, Morocco. Đây là lần thứ 37 giải đấu được tổ chức và là một phần của ATP Tour 250 trong ATP Tour 2023. Giải đấu diễn ra từ ngày 3 đến ngày 9 tháng 4 năm 2023.

## Điểm và tiền thưởng

### Phân phối điểm
| Sự kiện | VĐ  | CK  | BK | TK | Vòng 1/16 | Vòng 1/32 | Q  | Q2 | Q1 |
| Đơn     | 250 | 150 | 90 | 45 | 20        | 0         | 12 | 6  | 0  |
| Đôi     | 250 | 150 | 90 | 45 | 0         | —         | —  | —  | —  |

### Tiền thưởng
| Sự kiện | VĐ      | CK      | BK      | TK      | Vòng 1/16 | Vòng 1/32 | Q2     | Q1     |
| Đơn     | €85,605 | €49,940 | €29,355 | €17,010 | €9,880    | €6,035    | €3,020 | €1,645 |
| Đôi*    | €29,740 | €15,910 | €9,330  | €5,220  | €3,070    | —         | —      | —      |

*mỗi đội

## Nội dung đơn

### Hạt giống
| Quốc gia | Tay vợt                 | Xếp hạng† | Hạt giống |
| -------- | ----------------------- | --------- | --------- |
| ITA      | Lorenzo Musetti         | 21        | 1         |
| GBR      | Dan Evans               | 29        | 2         |
| NED      | Botic van de Zandschulp | 32        | 3         |
| NED      | Tallon Griekspoor       | 36        | 4         |
| USA      | Maxime Cressy           | 37        | 5         |
| FRA      | Richard Gasquet         | 40        | 6         |
| FRA      | Benjamin Bonzi          | 49        | 7         |
| CHI      | Nicolás Jarry           | 57        | 8         |

† Bảng xếp hạng vào ngày 20 tháng 3 năm 2023

### Vận động viên khác
Đặc cách: 
- Elliot Benchetrit
- Younes Lalami Laaroussi
- Adam Moundir

Vượt qua vòng loại:
- Riccardo Bonadio
- Dimitar Kuzmanov
- Andrea Vavassori
- Elias Ymer

Thua cuộc may mắn:
- Hugo Grenier
- Alexey Vatutin

### Rút lui
- Federico Coria → thay thế bởi  Hugo Grenier
- Laslo Đere → thay thế bởi  Francesco Passaro
- David Goffin → thay thế bởi  Pedro Martínez
- Ugo Humbert → thay thế bởi  Jan-Lennard Struff
- Ilya Ivashka → thay thế bởi  Pavel Kotov
- Alex Molčan → thay thế bởi  Alexei Popyrin
- Arthur Rinderknech → thay thế bởi  Alexandre Müller
- Juan Pablo Varillas → thay thế bởi  Alexey Vatutin

## Nội dung đôi

### Hạt giống
| Quốc gia | Tay vợt              | Quốc gia | Tay vợt          | Xếp hạng1 | Hạt giống |
| -------- | -------------------- | -------- | ---------------- | --------- | --------- |
| ESP      | Marcel Granollers    | NED      | Matwé Middelkoop | 38        | 1         |
| COL      | Juan Sebastián Cabal | COL      | Robert Farah     | 47        | 2         |
| AUT      | Alexander Erler      | AUT      | Lucas Miedler    | 88        | 3         |
| FRA      | Jérémy Chardy        | FRA      | Fabrice Martin   | 136       | 4         |
| USA      | Maxime Cressy        | FRA      | Albano Olivetti  | 138       | 5         |

- Bảng xếp hạng vào ngày 20 tháng 3 năm 2023

### Vận động viên khác
Đặc cách:
- Elliot Benchetrit /  Adam Moundir
- Hamza El Amine /  Younes Lalami Laaroussi

Thay thế:
- Hendrik Jebens /  Petros Tsitsipas

### Rút lui
- Juan Sebastián Cabal /  Robert Farah → thay thế bởi  Hendrik Jebens /  Petros Tsitsipas
- Máximo González /  Andrés Molteni → thay thế bởi  Sander Arends /  Aisam-ul-Haq Qureshi
- Ilya Ivashka /  Nicolás Jarry → thay thế bởi  Nicolás Jarry /  Luis David Martínez
- Nicolas Mahut /  Édouard Roger-Vasselin → thay thế bởi  Ivan Sabanov /  Matej Sabanov

## Nhà vô địch

### Đơn
- Roberto Carballés Baena đánh bại  Alexandre Müller, 4–6, 7–6(7–3), 6–2

### Đôi
- Marcelo Demoliner /  Andrea Vavassori đánh bại  Alexander Erler /  Lucas Miedler, 6–4, 3–6, [12–10]